# Hugh Marlowe
Pour les articles homonymes, voir Marlowe.
Hugh Marlowe est un acteur américain, de son vrai nom Hugh Herbert Hipple, né le 30 janvier 1911 à Philadelphie (Pennsylvanie) et mort d'une crise cardiaque le 2 mai 1982 à New York.

## Biographie
Sous le pseudonyme de Hugh Marlowe, il apparaît au cinéma de 1936 à 1969, et à la télévision, dans des séries, entre 1953 et 1968. Sa dernière prestation à la télévision est le rôle de Jim Matthews dans le soap opera Another World, de 1969 jusqu'à sa mort en 1982.
Au théâtre, il joue à Broadway dans dix pièces et une comédie musicale, de 1936 à 1947, puis une dernière fois en 1968.
De 1946 à 1968 (divorce), il est marié avec l'actrice K. T. Stevens (pseudonyme de Gloria Wood, fille du réalisateur Sam Wood).

## Filmographie partielle

### Au cinéma
- 1936 : Brilliant marriage de Phil Rosen
- 1936 : It couldn't have happened but did it de Phil Rosen
- 1937 : Married before breakfast de Edwin L. Marin
- 1937 : Une femme jalouse (Between two women) de George B. Seitz
- 1944 : Le mariage est une affaire privée (Mariage is a Private Affair), de Robert Z. Leonard
- 1944 : Madame Parkington (Mrs. Parkington) de Tay Garnett
- 1944 : Le Chant du Missouri (Meet Me in St. Louis) de Vincente Minnelli
- 1949 : Les Sœurs casse-cou (Come to the Stable) de Henry Koster
- 1949 : Un homme de fer (Twelve O'Clock High) d'Henry King
- 1950 : Ève (All about Eve) de Joseph L. Mankiewicz
- 1950 : Les Forbans de la nuit (Night and the City) de Jules Dassin
- 1951 : Le Jour où la Terre s'arrêta (The Day the Earth Stood Still) de Robert Wise
- 1951 : L'Attaque de la malle-poste (Rawhide) d'Henry Hathaway
- 1951 : Monsieur Belvédère fait sa cure (Mr. Belvedere Rings the Bell) de Henry Koster
- 1952 : Chérie, je me sens rajeunir (Monkey Business) d'Howard Hawks
- 1952 : Les clairons sonnent la charge  de Roy Rowland
- 1952 : Wait Till the Sun Shines, Nellie d'Henry King
- 1952 : Chérie, je me sens rajeunir (Monkey business) de Howard Hawks
- 1952 : Le Gaucho (Way of a Gaucho) de Jacques Tourneur
- 1953 : Soulèvement en Arizona (The stand at apache river) de Lee Sholem
- 1954 : Le Jardin du diable (Garden of Evil) d'Henry Hathaway
- 1954 : La Grande Nuit de Casanova (Casanova's Big Night) de Norman Z. McLeod
- 1955 : Le témoin à abattre (Illegal) de Lewis Allen
- 1956 : Un monde sans fin (World without end) de Edward Bernds
- 1956 : Les soucoupes volantes attaquent (Earth vs. the Flying Saucers) de Fred F. Sears
- 1956 : The black whip de Charles Marquis Warren
- 1960 : Elmer Gantry le charlatan (Elmer Gantry) de Richard Brooks
- 1961 : The long rope de William Witney
- 1962 : Le Prisonnier d'Alcatraz (Birdman of Alcatraz) de John Frankenheimer
- 1963 : 13 filles terrorisées (13 Frightened Girls) de William Castle
- 1964 : Sept jours en mai (Seven Days in May) de John Frankenheimer
- 1966 : Castle of evil de Francis D. Lyon
- 1969 : The last shot you hear de Gordon Hessler

### À la télévision (séries)
- 1952-1956 : Les Aventures d'Ellery Queen, (aux côtés de Florenz Ames), Ellery Queen (personnage).
- 1956-1961 : Alfred Hitchcock présente (Alfred Hitchcock presents), Saison 2, épisodes 14 John Brown's Body (1956) et 33 A Man greatly beloved (1957) ; Saison 3, épisode 8 Dernière volonté (Last Request, 1957) ; Saison 4, épisode 35 Touché (1959) ; Saison 7, épisode 10 Services rendered (1961) ;
- 1959-1965 : Première série Perry Mason, épisodes The Case of the Fraudulent Foto (1959), The Case of the Slandered Submarine (1960), The Case of the Borrowed Baby (1962), The Case of the Nebulous Nephew (1963), The Case of the Sleepy Slayer (1964) et The Case of the Hasty Honeymooner (1965) ;
- 1960-1962 : Rawhide, épisodes Incident of the Champagne Bottles (1960) et The Pitchwagon (1962) ;
- 1962 : Suspicion (The Alfred Hitchcock Hour), épisode Day of Reckoning ;
- 1964-1968 : Le Virginien (The Virginian), épisodes The Intruders (1964) et Trail to Ashley Mountain (1968) ;
- 1968 : Des agents très spéciaux (The Man from U.N.C.L.E.), Saison 4, épisode 15 Les Maîtres du monde, 1re partie (The Seven Wonders of the World Affair - Part I).

## Théâtre (à Broadway)
(pièces, sauf mention contraire) 
- 1936 : Arrest that Woman de Maxine Alton
- 1938-1939 : Kiss the Boys Good-bye de Clare Boothe, avec John Alexander, Millard Mitchell
- 1939-1940 : Margin for Error de Clare Boothe, mise en scène par (et avec) Otto Preminger
- 1940 : Young Couple Wanted d'Arthur Wilmurt
- 1940-1941 : Flight to the West de (et mise en scène par) Elmer Rice, avec Betty Field, Paul Henreid, Karl Malden
- 1941-1942 : The Land is bright d'Edna Ferber et George S. Kaufman, mise en scène de ce dernier, costumes d'Irene Sharaff, avec Leon Ames, K. T. Stevens
- 1943 : Lady in the Dark, comédie musicale, musique, orchestrations et arrangements de Kurt Weill, lyrics d'Ira Gershwin, livret de Moss Hart, mise en scène de Moss Hart et Hassard Short, costumes d'Irene Sharaff et Hattie Carnegie, direction musicale de Maurice Abravanel, avec Richard Hale, Gertrude Lawrence, Willard Parker
- 1947 : It takes Two de Virginia Faulkner et Dana Suesse, mise en scène par George Abbott, avec John Forsythe, Martha Scott
- 1947 : Laura de George Sklar et Vera Caspary (d'après le roman de cette dernière, adapté au cinéma en 1944), avec Otto Kruger, K. T. Stevens
- 1947 : Duet for Two Hands de Mary Hayley Bell, avec Francis L. Sullivan
- 1968 : Woman in my Idea de (et mise en scène par) Don C. Liljenquist